# アルマギア -Project-
『アルマギア -Project-』は、2014年より発足されたアニメソングクリエイター・Reomによる歌姫音楽プロジェクト。

## 概要
アニメーションや音楽を制作している「AQUA ARIS」のReomが、作品の物語やイラスト、楽曲のトータルプロデュースを行っている。
ユーザー参加型プロジェクトであり、Reomが発表しているキャラクターや楽曲などをもとに、「アルマギア」コンテンツを制作・発表することが承認されている。

## ディスコグラフィ

### アルマギア-First diva.-
『アルマギア-First diva.-』（アルマギア ファースト ディーヴァ）は、アルマギアのサウンドトラックCD第1弾である。
収録曲
1. アルマギア-First diva.-
作詞：SugarLover、Reom　作曲・編曲：宝野聡史
2. アルマギア -diva. Affinis-（アフィニス（CV：大島はるな））
3. アルマギア -diva. You-（Instrumental）
4. アルマギア -diva. You-（Inst+melo）
5. パレードプロトコル -diva. You-（Instrumental）
作詞：Reom　作曲・編曲：Mili
6. パレードプロトコル -diva. You-（Inst+melo）

### パレードプロトコル -diva. Festa-
『パレードプロトコル -diva. Festa-』（パレードプロトコル ディーヴァ フェスタ）は、アルマギアのサウンドトラックCD第2弾である。
収録曲
1. パレードプロトコル -diva. Festa-
作詞：Reom　作曲・編曲：Mili　歌:フェスタ（CV：久保ユリカ）
2. パレードプロトコル -diva. Festa-（能天気MIX）
3. パレードプロトコル（Instrumental）
4. パレードプロトコル（Inst+melo）
5. 記録管FT-435番「フェスタの悩み」
6. 「アルマギア-Project-」ナレーション（久保ユリカ）

### ルッキングオーダー -diva. Kurush-
『ルッキングオーダー -diva. Kurush-』（ルッキングオーダー ディーヴァ クルシュ）は、アルマギアのサウンドトラックCD第3弾である。
収録曲
1. ルッキングオーダー -diva. Kurush-
作詞：高尾奏之介、Reom　作曲・編曲：高尾奏之介　歌:クルシュ（CV：小倉唯）
2. アルマギア -diva. Kurush-（クルシュ（CV：小倉唯））
3. ルッキングオーダー（Instrumental）
4. アルマギア（Instrumental）
5. 「アルマギア-Project-」ナレーション（小倉唯）

### スカイメイカー -diva. Miucat-
『スカイメイカー -diva. Miucat-』（スカイメイカー ディーヴァ ミウキャット）は、アルマギアのサウンドトラックCD第4弾である。
収録曲
1. スカイメイカー -diva. Miucat-（ミウキャット（CV：徳井青空））
2. アルマギア -diva. Miucat-（ミウキャット（CV：徳井青空））
3. スカイメイカー -diva. Miucat & Festa-（ミウキャット（CV：徳井青空））、（フェスタ（CV：久保ユリカ））
4. アルマギア -diva. Festa-（久保ユリカ）
5. スカイメイカー（Instrumental）
6. 「アルマギア-Project-」ナレーション（徳井青空）

### ミュージカルコネクト -diva.Miucat&Festa-
『ミュージカルコネクト -diva.Miucat&Festa-』（ミュージカルコネクト ディーヴァ ミウキャット&フェスタ）は、アルマギアのサウンドトラックCD第5弾である。
収録曲
1. ミュージカルコネクト -diva. Miucat & Festa-（ミウキャット（CV：徳井青空））、（フェスタ（CV：久保ユリカ））
2. クラウドスキップ -diva. Festa-（フェスタ（CV：久保ユリカ））
3. シングアソング -diva. Miucat-（ミウキャット（CV：徳井青空））
4. ミュージカルコネクト（Instrumental）
5. クラウドスキップ（Instrumental）
6. シングアソング（Instrumental）
7. 徳井青空・久保ユリカ アルマギア情報局（特別版#01）

### フォレストリンカネーション -diva.Tia&Kera-
『フォレストリンカネーション -diva.Tia&Kera-』（フォレストリンカネーション ディーヴァ ティア ケラ）は、アルマギアのサウンドトラックCD第6弾である。特典DVDにはオリジナルミニアニメーションが収録されており、マーギアのミア役で芹澤優、マーブル役で沼倉愛美が初登場している。
収録曲
1. フォレストリンカネーション -diva.Tia&Kera-（ティア（CV：楠木ともり）、ケラ（CV：石原夏織））
2. Calling in fight -diva.Tia-（ティア（CV：楠木ともり））
3. Brain maze -diva.Kera-（ケラ（CV：石原夏織））
4. フォレストリンカネーション（Instrumental）
5. Calling in fight（Instrumental）
6. Brain maze（Instrumental）

### アルマギア特別セレクションCD
『アルマギア特別セレクションCD』は、アルマギアの特別セレクションCDである。『アルマギア』コミック第1巻特別セレクションCD付き特装版に付属されており、これまでの既存曲とアカネ役の夏川椎菜が歌う新曲が収録されている。
収録曲
1. パレードプロトコル -diva. Festa-（フェスタ（CV：久保ユリカ））
2. ルッキングオーダー -diva. Kurush-（クルシュ（CV：小倉唯））
3. スカイメイカー -diva. Miucat-（ミウキャット（CV：徳井青空））
4. ミュージカルコネクト -diva. Miucat & Festa-（ミウキャット（CV：徳井青空）、フェスタ（CV：久保ユリカ））
5. フォレストリンカネーション -diva.Tia&Kera-（ティア（CV：楠木ともり）、ケラ（CV：石原夏織））
6. 喪失のPrinciple -diva. Akane-（アカネ（CV：夏川椎菜））

## Webラジオ
『徳井青空・久保ユリカ アルマギア情報局』のタイトルで、2018年4月8日から2024年3月31日まで超!A&G+にて隔週日曜 16:30 - 17:00に配信されていた。パーソナリティは徳井青空と久保ユリカ。

## コミカライズ
『アルマギア学園』が、2018年12月2日より2019年5月19日にかけて公式twitterおよび上述のWebラジオ動画にてボイスコミックの形で無料連載された。公式サイトでも掲載されているが音声はない。単行本の予定はない。作画はよしともが担当している。ミウキャットとフェスタが主人公。
プロジェクト名と同じ『アルマギア』のタイトルで、2021年7月25日よりGANMA!、ピッコマ、7月26日（9月号）より『月刊アクション』、8月8日よりLINEマンガにてコミカライズが連載された。電子媒体のGANMA!、ピッコマ、LINEマンガではフルカラーにて毎週更新される。一度に公開されるページ数に違いはあるが、内容はどの媒体でも同じである。作画は山崎かのり、コンテ構成は佐藤ミトが担当している。2022年9月17日にボイスコミックが公開、ククル役の戸松遥は本作から担当となった。2024年2月24日に『月刊アクション』が休刊となり、webアクションへの移籍が発表されている。

### 書誌情報
- Reom（原作）、アルマギア-Project-（漫画） 『アルマギア』 双葉社〈月刊アクションコミックス〉、既刊1巻（2022年10月20日現在）
  1. 2022年10月20日発売[12][13]、ISBN 978-4-575-85767-2 / ISBN 978-4-575-85768-9（特装版）

## 舞台
AnimeJapan 2022で舞台化を発表。「魔法歌劇 アルマギア〜Episode.0〜」のタイトルで東京・シアター1010にて2023年11月2日から5日にかけて上演された。脚本・演出は松多壱岱が担当し、単行本第1巻の前日譚を描く形になっている。
キャスト
- ティア・イクタル - 太田奈緒
- ミア・イクタル - 高井千帆
- ケラ・ジュリィ - 長谷川里桃
- マーブル・ハチェット - 小山璃奈
- マツリカ・オーナメント - 岡田夢以
- ククル・マイド - 星守紗凪
- ラミノーズ - 反田葉月
- バジス・バジス - 野本ほたる
- アカネ・パークライド - 浜浦彩乃
- クラウンテール - 花奈澪
- ガノイン - 明音亜弥

## 朗読劇
「LAWSON presents 朗読歌劇アルマギア 〜First Live 2023〜」が立川ステージガーデンにて2023年7月9日に上演され、単行本第1巻全篇をキャストの朗読劇とライブ歌唱によって描かれた。
キャスト
- ネオン - 麻倉もも
- アカネ - 夏川椎菜
- ククル - 戸松遥
- マツリカ - 日笠陽子
- ミウキャット - 徳井青空
- フェスタ - 久保ユリカ
- クルシュ - 小倉唯
- ケラ - 石原夏織
- マーブル - 沼倉愛美
- バジス - 相川奏多
- 親方 - 松山鷹志
- 兵士 - 川島零士
- 男の子 - 夏目ここな

スタッフ
- 原作 - 『アルマギア -Project-』（Reom）
- 主催 - 『朗読歌劇アルマギア 〜First Live 2023～〜』実行委員会
- 後援 - 双葉社、AQUA ARIS
- 企画 - ソニー・ミュージックエンタテインメント、ミュージックレイン
- 制作・運営 - バンダイナムコミュージックライブ